# NGC 6065
NGC 6065 (другие обозначения — MCG 2-41-8, ZWG 79.51, NPM1G +14.0439, PGC 57215) — линзообразная галактика (S0) в созвездии Змея.
Этот объект входит в число перечисленных в оригинальной редакции «Нового общего каталога».